# Antonbruunia viridis
Antonbruunia viridis är en ringmaskart som beskrevs av Olga Hartman och Boss 1965. Antonbruunia viridis ingår i släktet Antonbruunia och familjen Antonbruuniidae. Inga underarter finns listade i Catalogue of Life.